# Cavalleria medievale

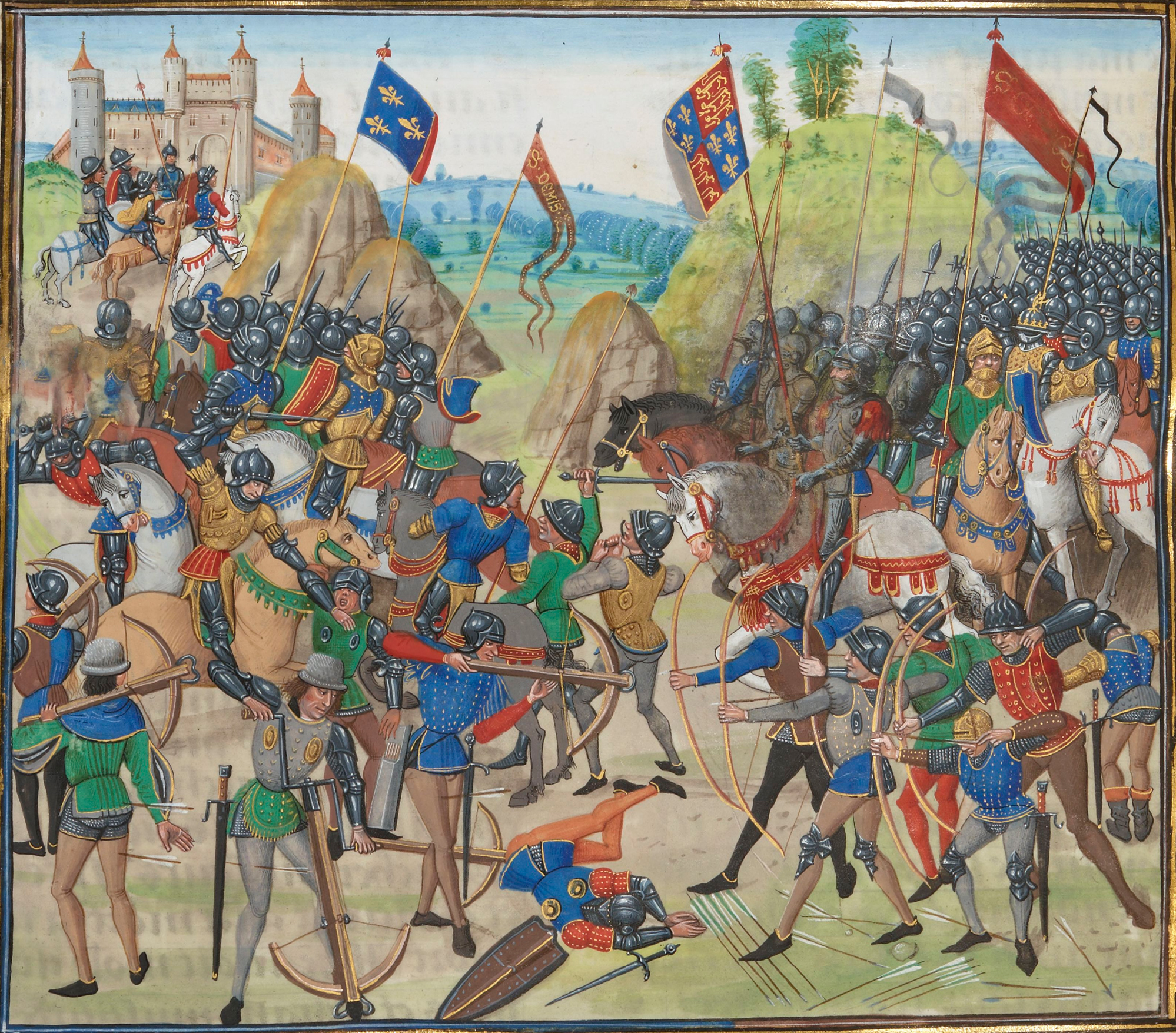
Cavalieri durante la Battaglia di Crécy

La cavalleria medievale è stata una classe nobiliare della società europea del Medioevo, che identificava i guerrieri a cavallo che il sovrano o un signore locale  come un conte o un marchese rispettava e ne aveva riconosciuto il titolo, e il relativo ideale di vita e codice di condotta a cui questi cavalieri si ispiravano.
La cavalleria seguì l'evoluzione che la società, l'economia e la tecnica bellica ebbero nel Medioevo, influenzate, fra l'altro, dall'affacciarsi sullo scenario storico europeo di nuove popolazioni con nuovi usi e nuovi modi di guerreggiare.
Fu una evoluzione lenta, ma costante, qualche volta tumultuosa in concomitanza dell'arrivo di nuovi plotoni sui campi di battaglia, ma sempre coerente con i cambiamenti del contesto socioeconomico che ne era il supporto.
Nacque nella tarda antichità: la crisi che colpì i liberi coltivatori romani inferse un duro colpo alla potenza della fanteria legionaria, ben più grave ed irrimediabile dei colpi subiti dalla stessa ad opera dei cavalieri Parti e Sarmati, e meno alla cavalleria. Quella potenza legionaria che aveva conquistato un impero iniziò a decadere con la decadenza di quell'archetipo dell'uomo romano che ne era stato la base e la forza, fino a che dall'incontro con i barbari, le loro usanze e con la loro civiltà ebbe origine il cavalierato, diffusosi estremamente con il feudalesimo.

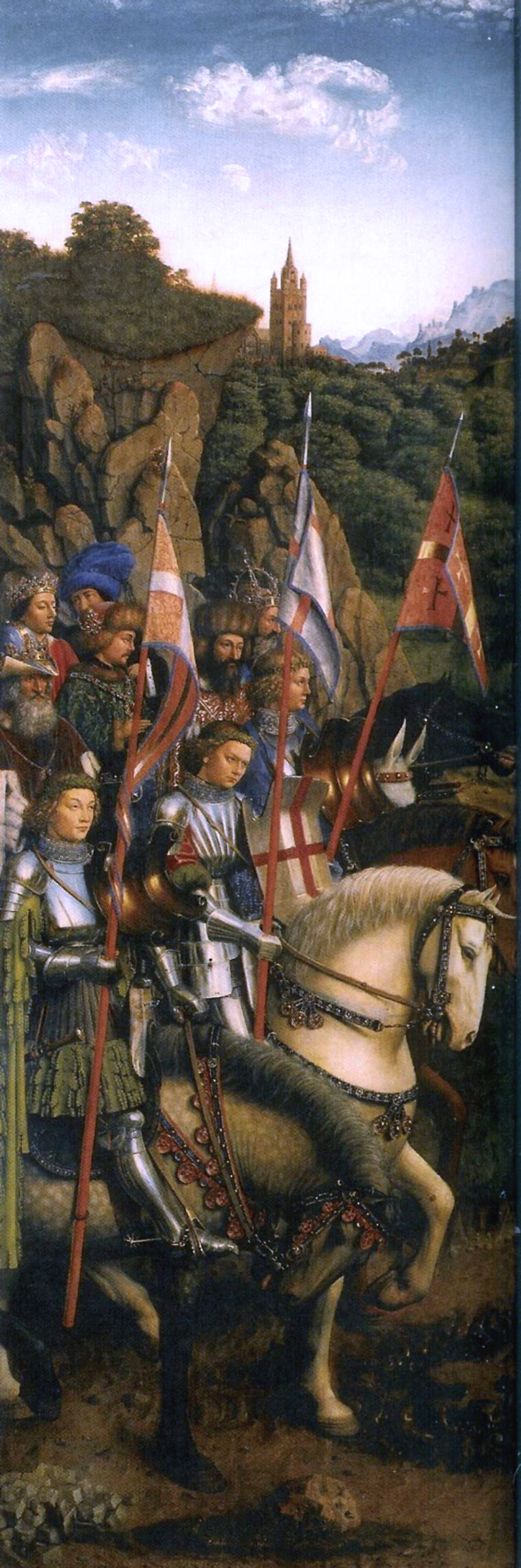
Cavalieri di Jan van Eyck

## Teorie sull'origine
Negli anni trenta del XX secolo si sostenne che all'inizio dell'XI lo sviluppo e la diffusione di signorie di banno, incentrate sui castelli, avevano contribuito ad alimentare una crescente cerchia di specialisti della guerra, formata dai signori e dai loro vassalli. Il mestiere di cavaliere andò sempre più specializzandosi e circoscrivendosi a una élite ristretta che diede vita a una cerimonia di iniziazione del cavalierato, che contribuì alla percezione della cavalleria come gruppo limitato. Tra il XII e il XIII secolo essa, definendosi in un ceto chiuso a base ereditaria, passa dalla condizione di "nobiltà di fatto", ovvero dall'organizzazione in forme aperte e fluide, alla condizione di "nobiltà di diritto".
Alla tesi di Bloch che sostenne che la cavalleria si fosse costituita come emanazione della condizione nobiliare, Jean Flori ha eccepito un'altra teoria, del tutto opposta, che considerava la cavalleria come una professione alla quale la nobiltà si avvicinò e della cui dignità, col tempo, si appropriò. Il mestiere del cavaliere era stato inizialmente riservato a persone di estrazione variegata e anche di umile origine, come dimostra l'etimologia del termine knight che deriva da cnith che designava il "servitore". Solo nel XIII secolo, anche attraverso la formazione di un'etica e di un codice di comportamento del cavaliere, il cavalierato e la carica nobiliare conoscono una chiara sovrapposizione. Fu in quest'epoca che si diffuse la pratica dell'adoubement (addobbamento, vestizione), che attribuiva alla cavalleria il significato di "ordine" ristretto ed esclusivo.

## I Barbari

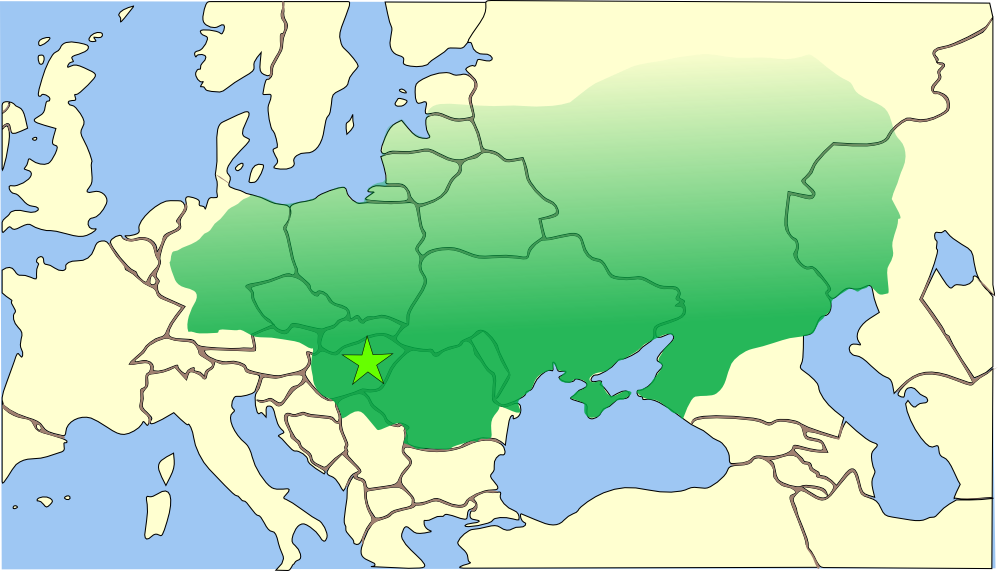
Impero unno

Popolazioni nuove, ora si direbbe giovani, premevano sull'Impero: alcune erano formate da provetti cavalieri che passavano la maggior parte della propria vita letteralmente e materialmente sul cavallo, come gli Unni, gli Alani e, in genere, i popoli della steppa. Questi popoli, che basavano la propria forza militare su una cavalleria organizzata, non riuscirono, tuttavia, a innervarsi in quella società europea che per loro era solo occasione di scorrerie, rapine e bottino. Altre popolazioni, invece, fecero proprio quell'Impero tante volte combattuto e subìto. Furono i Franchi, i Sassoni, i Frisoni, i Longobardi, gli Juti che si imposero, ricreando, o contribuendo a ricreare, quel nuovo Impero che il Papato avrebbe cercato di rendere unito come comunità cristiana e di subordinare a sé stesso.

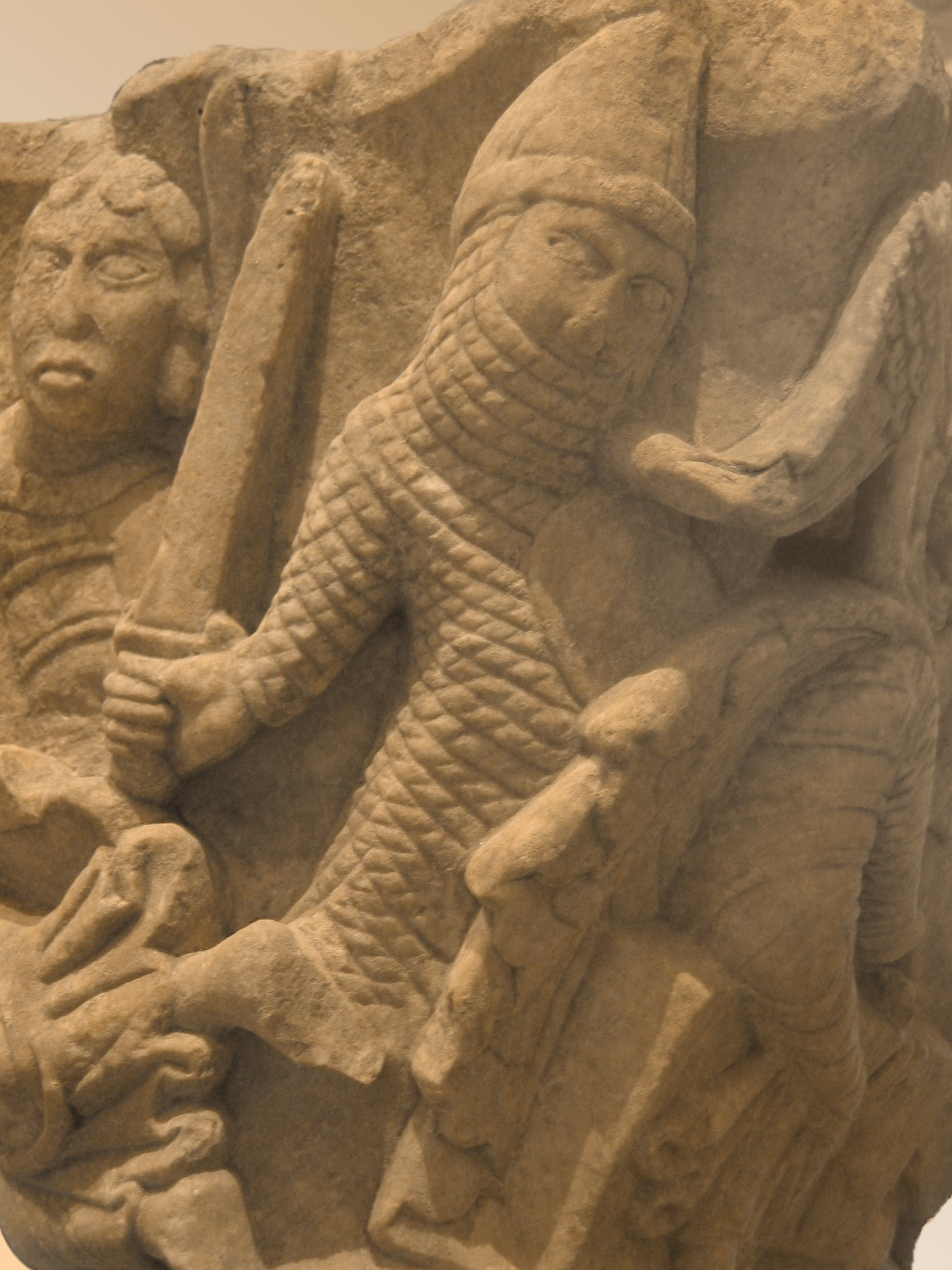
Cavaliere

Queste nuove genti germaniche e nordiche, che in effetti non possedevano una cavalleria nel senso militare del termine, combattevano a piedi anche se il cavallo era il loro mezzo di locomozione. Il cavallo era considerato più un segno di distinzione di cui godevano e si fregiavano i capi che non un mezzo bellico, e ciò sia per il suo costo, particolarmente elevato, sia per la simbologia sacrale che gli era connessa. Il cavallo accompagnava il guerriero nella sepoltura per l'ultimo viaggio, secondo una tradizione che risaliva alle saghe germaniche, conferendo così al cavaliere quell'alone di mito che lo accompagnerà nelle epoche in cui la funzione della cavalleria sarebbe venuta meno e che le canzoni di gesta epiche avrebbero perpetuato.
Il cavaliere non si improvvisava, veniva addestrato fin dalla fanciullezza e, quindi, armato con un equipaggiamento il cui costo poteva superare quello di 20 buoi, in pratica una piccola proprietà terriera.

Era fatale, così, che si sviluppasse nella società una divisione netta o meglio una frattura incolmabile fra il cavaliere consapevole del proprio costo e della propria funzione. 
(Cardini F. - Il Guerriero e il Cavaliere.)
Si formò spontaneamente un gruppo elitario, separato e autoreferente che si autocelebrava anche attraverso il racconto delle proprie imprese, sempre eccezionali, e anche attraverso quella che sarà una vera e propria liturgia dell'iniziazione e dell'accettazione o cooptazione in un circolo sempre più chiuso. La letteratura epica si incaricherà di idealizzarne e celebrarne gli aspetti eroici, il più delle volte usurpati.
Sorse, anche, l'esigenza di distinguersi e di rendersi riconoscibili sia in battaglia che nei tornei, e quindi si diffuse l'uso di colori e di emblemi posti sullo scudo del cavaliere, che daranno origine all'Araldica, o scienza del Blasone.
Lentamente si consolidò quella che era una fraternitas, la cavalleria medievale, con regole sempre più rigorose che subiranno, tuttavia, continue eccezioni.
La separazione dal mondo dei rustici aumentò sempre di più ed il solco iniziale divenne una voragine. Da una parte pochi eletti, dall'altra la massa disprezzata e sfortunata degli inermi o pauperes che avevano una sola possibilità di riscatto: mettere la propria vita in gioco nei campi di battaglia al servizio di qualche Senior.

### Il mito

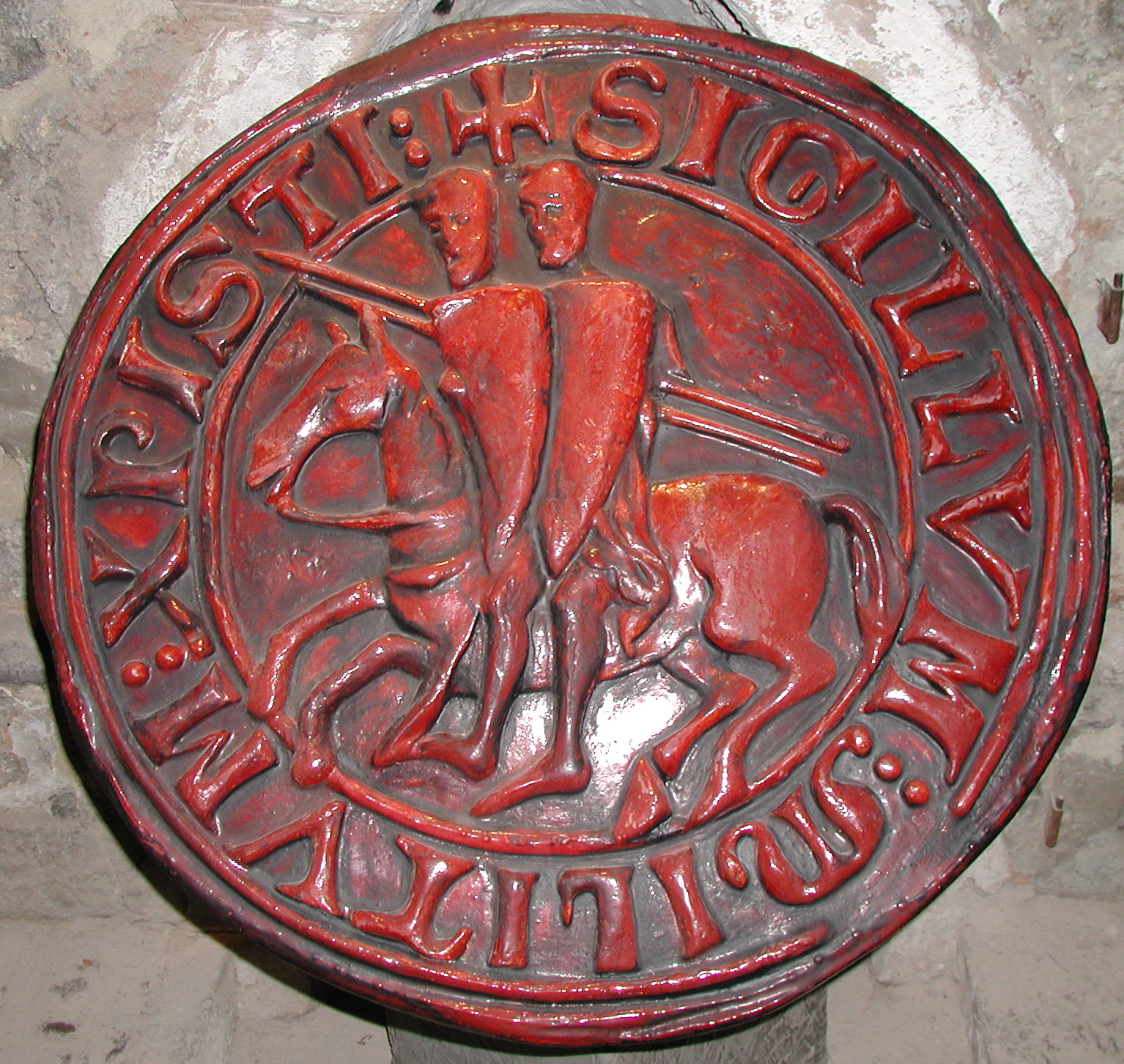
Sigillo templare

Era un mito quello che il cavaliere medievale coltivava, esaltandolo in quelle fraternitates che daranno luogo ad una vera e propria classe sociomilitare particolarmente rigida ed impermeabile, alla cui base c'era lo spirito di gruppo e di corpo. 
(Cardini F. - Il Guerriero e il Cavaliere)
La storia concorrerà notevolmente all'affermazione di questa nuova classe di guerrieri, separandola sempre di più dal resto della società, gli inermes, che venivano subordinati e sottoposti a quei bellatores equestri che costituivano la base del potere.

### I vantaggi dei cavalieri
Certo il servizio militare, oltre ai rischi, offriva notevoli vantaggi a quei soggetti che, per capacità o fortuna, ne sapevano approfittare. Le opportunità di arricchimento a seguito delle azioni belliche erano grandi, sia attraverso i bottini rapinati sia attraverso il riscatto dei prigionieri, specie se di alto lignaggio. Ciò costituiva un valido compenso per il rischio di perdere la vita, rischio sempre presente e sempre messo in conto.
Il miraggio era quello di passare dal servizio presso altri alla formazione di una propria dinastia, e, magari, acquisire una propria signoria o conquistare un proprio regno. Fu quello che seppero fare i Normanni, vere e proprie bande di avventurieri al servizio di signori in guerra tra loro, signori che prima aiutavano e ai quali poi si sostituirono approfittando della favorevole situazione politico-militare dei territori che occupavano.

### I normanni

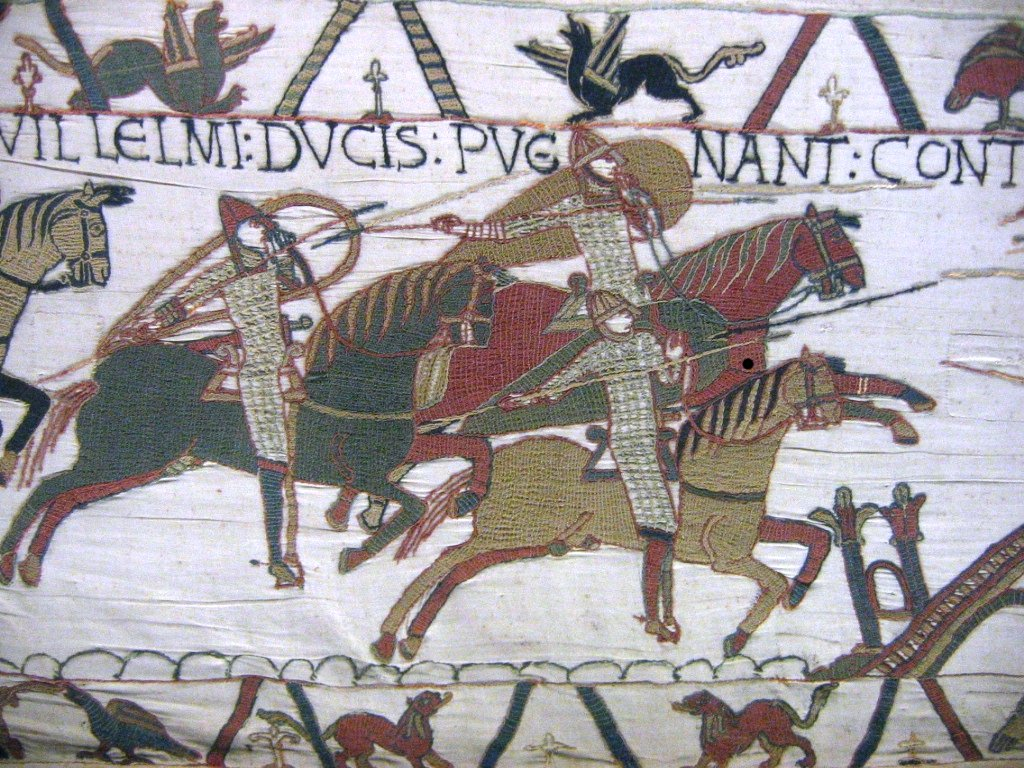
Cavalieri normanni ritratti nell'arazzo di Bayeux

I Normanni riuscirono, senza grande difficoltà, non solo a sostituirsi ai loro, per così dire, datori di lavoro ma a fondare, oltre che un regno importantissimo nell'Italia meridionale, una dinastia da cui discese una progenie destinata alla dignità imperiale.
L'avventura dei numerosissimi cavalieri normanni giunti prima nel Meridione dell'Italia continentale e successivamente in Sicilia è fantastica ed affascinante. È impressionante vedere come un manipolo di uomini decisi, ma sostanzialmente dei briganti quasi emigranti ante litteram, costretti a lasciare le loro terre di origine - la Normandia, sulle coste nordoccidentali della Francia - riuscirono a inserirsi nelle lotte intestine di quel che restava del Ducato di Benevento, dei vari principati longobardi e del declinante Impero Bizantino nell'Italia meridionale e a prendere il sopravvento. Vi fu anche il fortunato gioco di circostanze favorevoli che, sapientemente sfruttate, contribuirono alla loro affermazione politico-militare.
I Normanni, che stavano per impadronirsi dell'intero Meridione d'Italia, ottennero il riconoscimento del loro potere e delle loro conquiste dal papa Niccolò II prima di lanciarsi alla conquista della Sicilia: questo riconoscimento papale legittimò quello che era un puro atto di violenza.

## Il nuovo

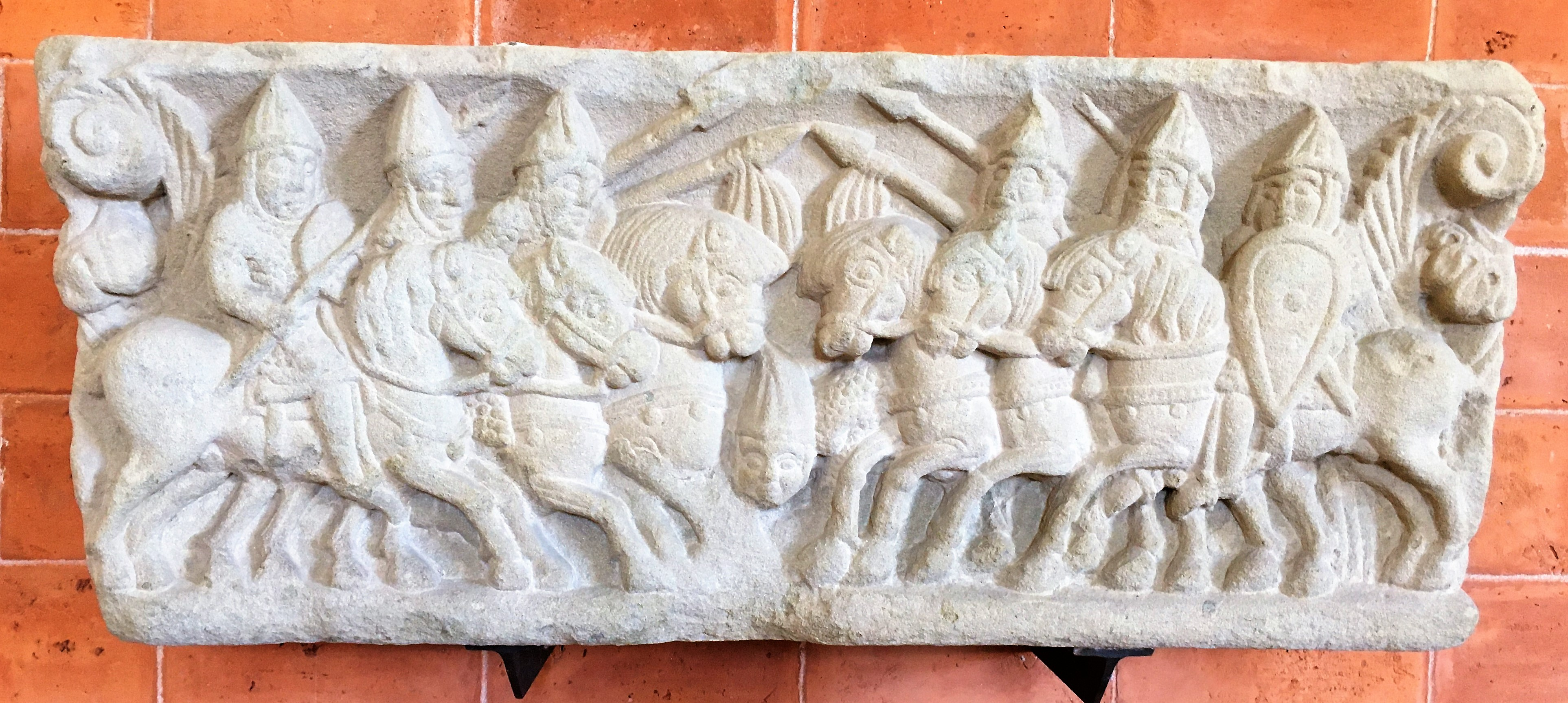
Scontro tra cavalieri, XII secolo, Pavia, Musei Civici.

Si svilupparono nuove tecniche militari sotto la spinta delle milizie di fanti che, inquadrate dal Comune, non erano più quella massa incoerente di contadini armati di forcone contro cui la carica della cavalleria aveva avuto sempre successo.
Le milizie cittadine si proposero come strutture sempre meglio organizzate e coese, dotate dell'addestramento acquisito nelle gare cittadine, gare che avevano sviluppato non solo lo spirito d'emulazione ma, cosa ben più importante, lo spirito civico rendendo i cittadini combattenti consapevoli, decisi e, quindi, temibili.
Questi uomini che, normalmente, svolgevano nella vita quotidiana altri compiti, che non le arti marziali, esprimevano, nel momento del combattimento, sotto il gonfalone civico, tutta la loro determinazione bellica, frutto del rancore contro l'aristocrazia militare: essi trascuravano quell'aspetto ludico che era stato una caratteristica del combattimento dei cavalieri. Questi cittadini nel combattimento erano micidiali, le loro picche e le loro quadrelle non lasciavano scampo.

### Cambiamenti importanti per la guerra

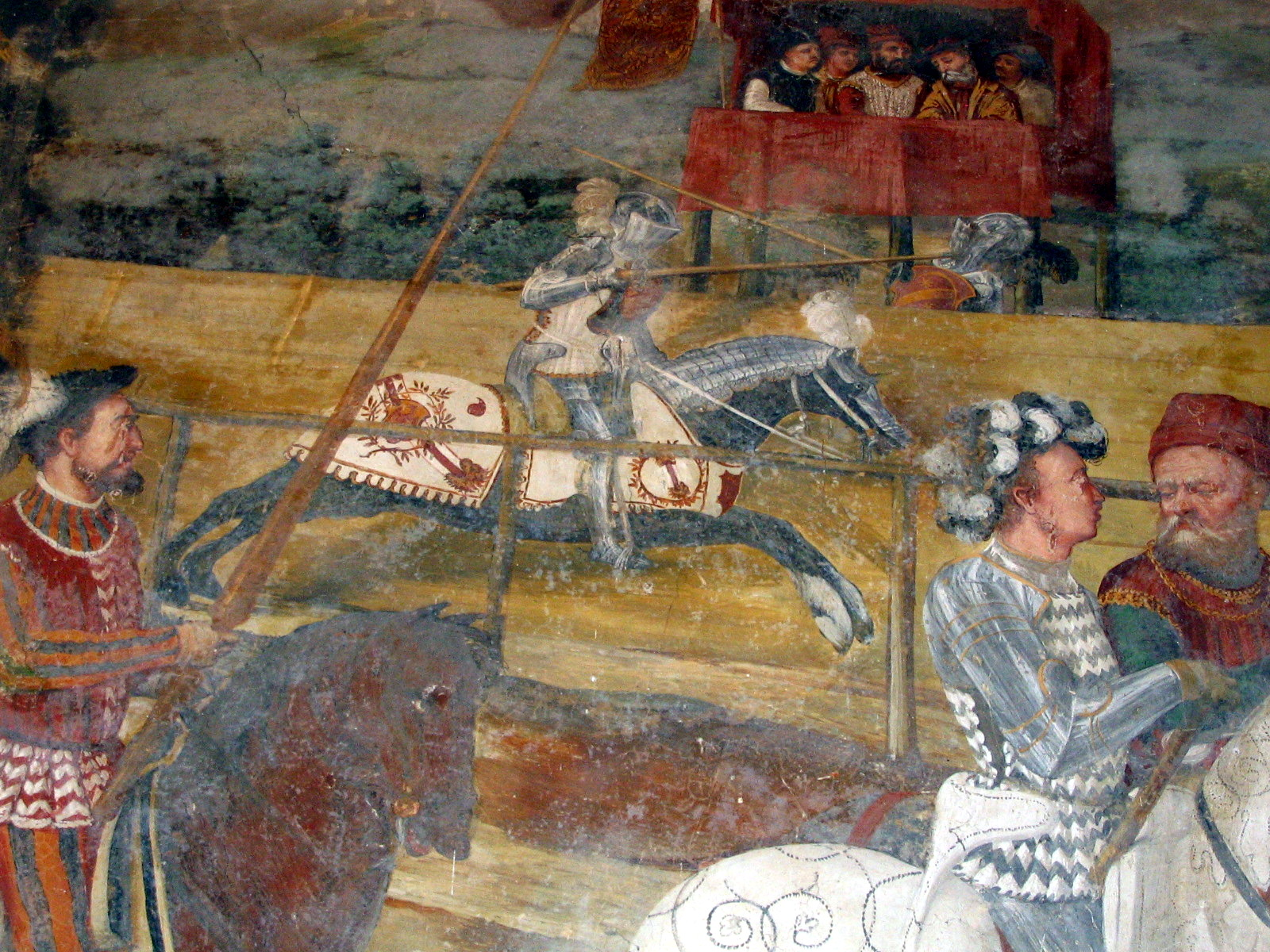
Il torneo

Le nuove armi vincenti erano le picche, l'arco e la balestra, che, in un'unione simbiotica dietro il pavese, un grande scudo, costituivano per i cavalieri un ostacolo, o, per meglio dire, un muro insuperabile, quasi sempre letale. Il cavallo che era stato un'arma vincente si trasformò in un gravissimo punto di debolezza ed impedimento. 
In questo nuovo modo di combattere il cavallo soccombette sotto i colpi di coltello del fante che strisciando per terra lo sventrava, in un'azione inconcepibile per il cavaliere e per il suo codice deontologico: al cavaliere rinchiuso nella sua pesante corazza d'acciaio non rimaneva che fuggire o, disarcionato e circondato, morire come un povero crostaceo sotto i colpi della plebaglia a piedi. Queste nuove battaglie si concludevano in un mare di sangue, in un tripudio di vendette e di rivalse da parte dei rustici contro un mondo, quello feudale, che ormai volgeva alla fine.
Era un mondo carico di valori, forse mai realmente esistiti ma sicuramente idealizzati e vagheggiati, che sopravviverà solo nelle chansons.
I cavalieri, superstiti di questo mondo sentito da loro come unico e vero, andranno lietamente a farsi scannare da rozzi bottegai e cupi artigiani che combattevano solo per affermare, in un duello, da loro vissuto come mortale, la loro esistenza civile, la loro capacità economica e la necessità di continuare a sviluppare liberamente quelle attività economico-commerciali dal cui successo derivavano rilevanza sociale e forza politica.

### Legentes novae

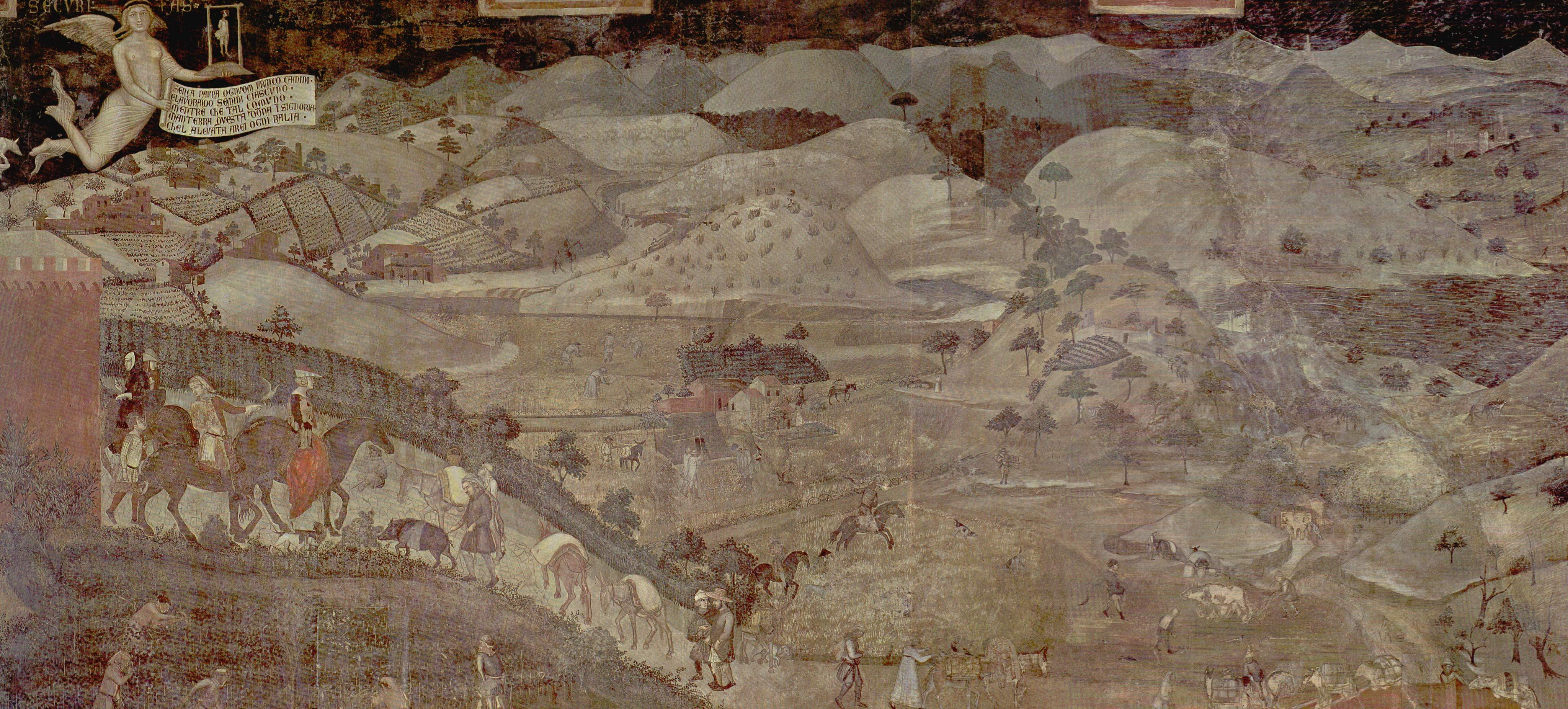
Gentes novae nel Buon Governo di Lorenzetti

Per queste gentes novae, la guerra non era un gioco, una festa in cui mettere in mostra le proprie virtù cavalleresche magari per gloriarsene agli occhi di una dama o nel caso fortunato per appropriarsi di un bottino e di un ricco riscatto, bensì un mortale e costoso incidente che metteva a rischio le conquiste economiche acquisite, oltre che la loro stessa sopravvivenza.
Laddove il cavaliere vedeva nel cavaliere nemico un confratello in campo opposto, il mercante che combatteva vedeva nel cavaliere solo un soggetto che interrompeva la sua attività facendogli perdere denaro e rischiare la vita e perciò lo doveva eliminare, cioè uccidere.
Il mercante combatteva libero da qualsiasi deontologia militare e sotto lo stimolo dell'urgenza di tornare presto ai propri affari sospesi.

Tutto ciò era vissuto come scandaloso dai cavalieri: guai al cavaliere che incontrava sul campo di battaglia qualche macellaio armato che, pratico nello squartare l'oggetto della propria attività lavorativa, non aveva remora alcuna a fare altrettanto prima col cavallo e poi con il cavaliere.

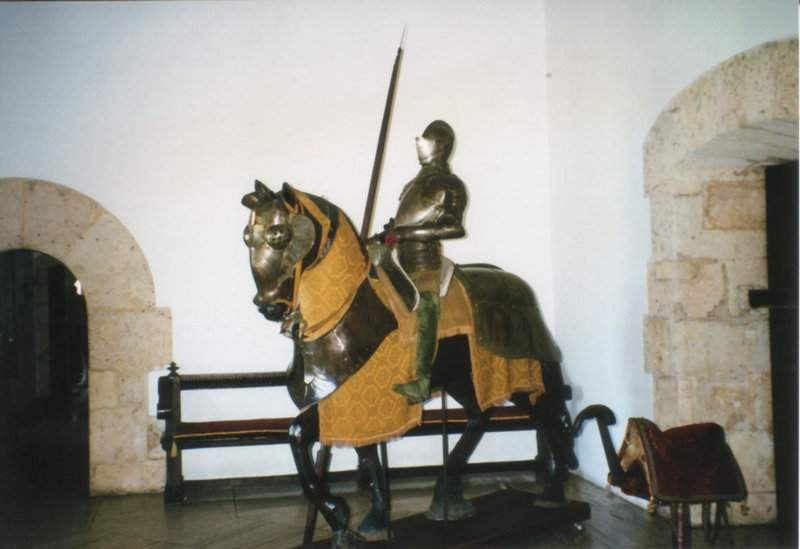
Armatura per cavaliere e cavallo

### Valori della cavalleria e investitura del cavaliere
La cultura recente ha teso a mitizzare le gesta dei cavalieri medioevali, che oggi verrebbero chiamati più propriamente signori della guerra, trascurando il loro potere coercitivo assoluto attuato tramite violenza sulle popolazioni rurali con soprusi, furti, omicidi e vessazioni senza possibilità di appello
Grazie all'importanza acquisita sul piano militare, la cavalleria divenne un mezzo di ascesa sociale sia tra l'aristocrazia che possedeva i beni e i diritti nel territorio circostante la città sia tra i ceti cittadini più elevati. I cadetti diventavano cavalieri in quanto erano esclusi dall'eredità. Dal secolo XI la cavalleria diventò un ceto sociale chiuso: tranne rare eccezioni, diventava cavaliere solo chi era figlio di cavaliere. Gli ideali condivisi erano: difesa dei più deboli, lealtà verso il proprio signore, valore fisico ed integrità morale. Intesa in questo nuovo senso la cavalleria diventò per secoli il riferimento di tutta la nobiltà europea, anche di quella che non aveva origini militari.
I cavalieri appartenevano al secondo ordine della società (i bellatores), mentre il primo ordine era costituito da coloro che avevano il compito di pregare (oratores) ed il terzo da coloro che avevano il compito di lavorare (laboratores). Al fine di contenere la violenza di molti guerrieri, alcuni vescovi della Francia sud-occidentale ed alcuni monaci fecero ricorso alle paci di Dio: essi convocavano una pubblica assemblea in cui tutti giuravano di mantenere la pace, impegnandosi in particolare a non colpire chi non portava le armi (contadini, pellegrini, uomini di Chiesa). Nato negli anni settanta del X secolo, il movimento delle paci di Dio si diffuse nel resto della Francia ed in altre regioni europee nel secolo XI quando, in numerosi concili vescovili, si stabilì anche la tregua di Dio. Il cavaliere era un miles Christi, soldato di Cristo, che serviva legittimamente Dio anche con le armi, anzi morire per la difesa della fede cristiana era un mezzo per conseguire la salvezza eterna.
Il cavaliere trascorreva in una cappella la notte precedente l'investitura, in meditazione e preghiera, e indossando una veste bianca segno della purezza da conseguire. L'addobbamento del cavaliere era all'inizio un rito molto semplice: davanti a testimoni, il signore consegnava la spada, in precedenza benedetta, e il cinturone e gli dava uno schiaffo sulla guancia col palmo della mano, o gli dava un colpo sulla nuca con la spada di piatto. Il nuovo cavaliere, che stava in atto di preghiera, dimostrava così di essere pronto a superare le fatiche e i pericoli delle battaglie. I cavalieri si misuravano anche in competizioni chiamate giostra e torneo.

#### Codice cavalleresco
Dal secolo XII si assistette, anche per effetto della generale ricostituzione della società europea, ad un ingentilimento dei costumi dei cadetti, che si professavano protettori dei deboli, delle vedove e degli orfani, devoti ad una domina (da cui il nostro donna) alla quale prestavano giuramento di fedeltà e in nome della quale compivano le proprie gesta. 
Spesso vi era un collegamento col concetto di amor cortese.
In generale il codice cavalleresco, cosa che poi ha contraddistinto il concetto di "cavaliere" nell'immaginario collettivo, ruotava intorno ad alcuni valori e norme di comportamento, come la virtù, la difesa dei deboli e dei bisognosi, la verità, la lotta contro coloro che venivano giudicati malvagi e gli oppressori, l'onore, il coraggio, la lealtà, la fedeltà, la clemenza e il rispetto verso le donne.

## Il tramonto della cavalleria
Il momento magico dei cavalieri medioevali fu l'avventura delle Crociate, specie la prima, trascorso il quale iniziò la loro crisi lentamente per continuare, poi, sempre più rapidamente, crisi che culminerà nella battaglia degli Speroni d'Oro a Courtrai, 1302. In questa battaglia, simbolicamente ritenuta la fine dei cavalieri medioevali, come funzione militare definitiva, le truppe formate da mercanti ed artigiani delle Fiandre massacrarono i cavalieri francesi facendo mucchi dei loro speroni dorati. L'introduzione delle armi da fuoco dette poi il colpo di grazia alla cavalleria che vide sempre più le proprie cariche fermate da piogge di proiettili di archibugio o dai tiri dei cannoni.
Fu il tramonto della cavalleria come arma anche se le sopravvisse, sempre più mitizzata, quell'etica che era stata alla base della fraternitas, cui una stessa mentalità ed aspirazione di vita aveva legato i cavalieri.
Questa specie di «internazionale cavalleresca», che si era costituita tra l'XI ed il XIII secolo, perse davanti alle nuove fanterie comunali la propria funzione militare lasciando, tuttavia, un'eredità di valori e di miti che sarebbero durati nei secoli successivi. Era lo spirito cavalleresco con la sua carica di leggenda che sopravviveva rappresentando valori che i posteri avrebbero esaltato, per non dire creato.

## Gli ordini religiosi cavallereschi
Questo spirito sopravvisse anche grazie agli ordini cavallereschi che ebbero una funzione reale fintanto che svolsero un'attività politico-militare, e cioè fino al Duecento ma che successivamente o scomparvero come i Templari ad opera di Filippo IV di Francia o si trasformarono in istituzioni puramente simboliche. Continuarono a sopravvivere invece quegli ordini che nati con ideali cristiani e militari, abbandonate progressivamente gli aspetti militareschi hanno mantenuto e rafforzato gli scopi umanitari come nel caso del Sovrano Ordine di San Giovanni di Gerusalemme, dell'Ordine teutonico, dei Cavalieri dell'Ordine Equestre del Santo Sepolcro di Gerusalemme e dell'Ordine dei Santi Maurizio e Lazzaro.